# لعموری جدیات
لعموری جدیات (انگلیسی: Lamouri Djediat؛ زادهٔ ۲۰ دسامبر ۱۹۸۲) بازیکن فوتبال اهل الجزایر است.
از باشگاه‌هایی که در آن بازی کرده‌است می‌توان به باشگاه فوتبال وفاق سطیف، باشگاه فوتبال شباب بلوزداد، باشگاه فوتبال المپیک شلف، باشگاه فوتبال اتحاد الجزایر، و باشگاه فوتبال بارادو اشاره کرد.
وی همچنین در تیم ملی فوتبال الجزایر بازی کرده‌است.